# Mały Ćwilinek
Mały Ćwilinek (795 m, 797 m) – nieduże wzniesienie w Beskidzie Wyspowym na granicy wsi Jurków i Wilczyce w powiecie limanowskim. Znajduje się na południowych stokach dużo wyższego Ćwilina. Mały Ćwilinek jest całkowicie porośnięty lasem. Jego grzbietem biegnie dział wodny między zlewniami Raby i Dunajca. Po zachodniej stronie Małego Ćwilinka spływa potok Ćwilinek (zlewnia Raby), po wschodniej potok Rosochaniec uchodzący do Łososiny (zlewnia Dunajca). Ze stoku południowego spływają niewielkie potoki będące dopływami Łostówki (zlewnia Raby).
Na zboczach Rosłańca znajdują się potężne osuwiska fliszowe. To właśnie z tymi osuwiskami związana jest ludowa legenda. Według niej do ogromnej przepaści, jaka istnieje pod Ćwilinem, rzucił się młodzieniec z rozpaczy spowodowanej zawiedzioną miłością. Od tego czasu słychać było w tym miejscu jęki, zgrzytanie zębami. Pewnego razu dziewczyna, która go zdradziła, zbierając jagody znalazła się przypadkowo nad tą głębią i zobaczyła go. Miał zjeżone włosy, a z ust buchał mu płomień. Przestraszona zaczęła uciekać, upiór jednak dopędził ją i wciągnął w przepaść. Od tego czasu przerażające odgłosy ucichły, a otwór przepaści zamknął się.

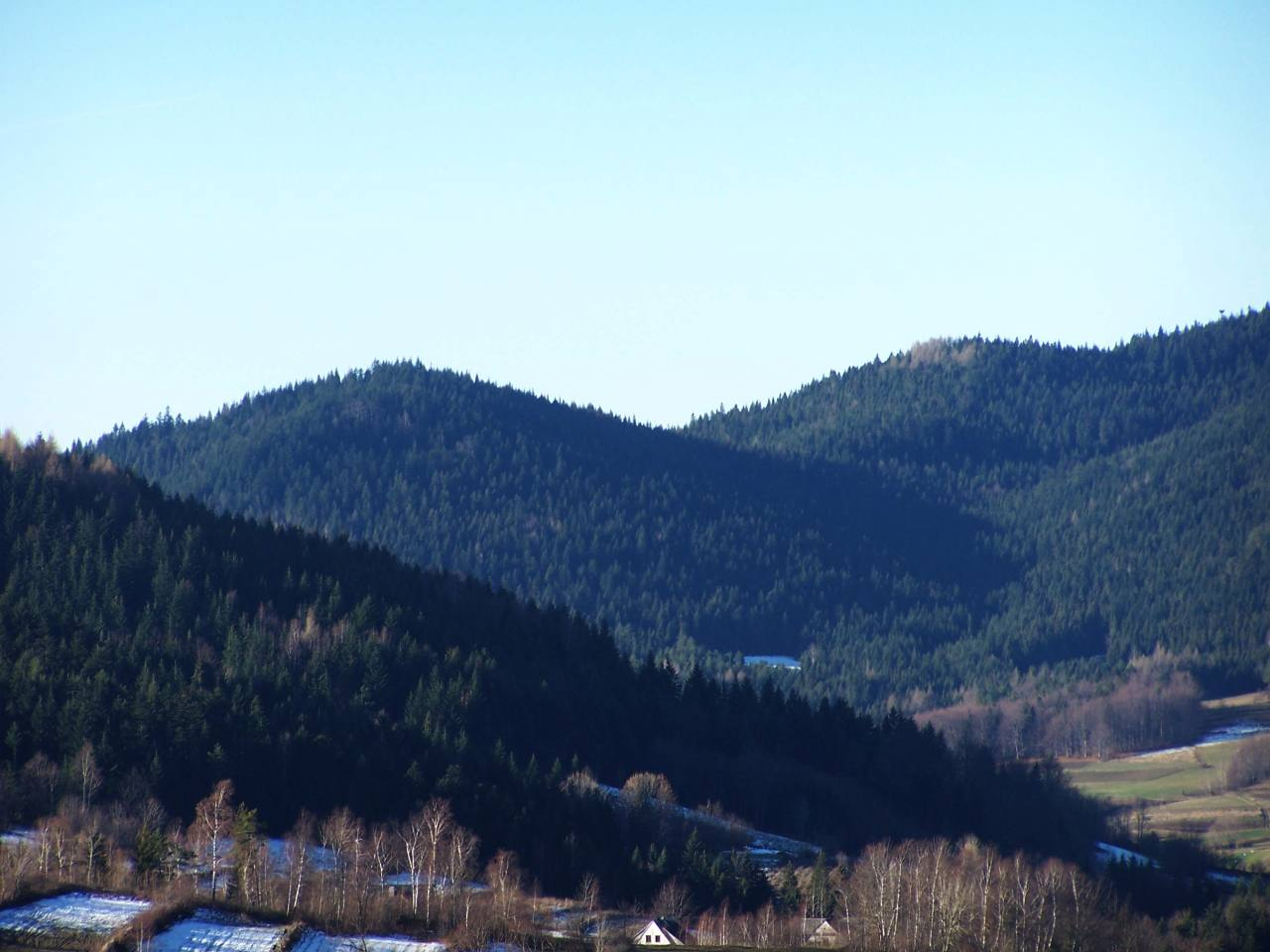
Widok z Przełęczy Rydza-Śmigłego. Mały Ćwilinek w środku, po prawej grzbiet Ćwilina

## Szlaki turystyczne
– rowerowy z Mszany Dolnej przez Czarny Dział, Ćwilin, północnymi stokami Małego Ćwilinka do Wilczyc i dalej do Jurkowa.